# 雷顿教授与超文明A的遗产
《雷顿教授与超文明A的遗产》（日语：レイトン教授と超文明Aの遺産）是现由Level-5开发的任天堂3DS平台益智游戏。游戏是雷顿教授系列的第六作，也是前传三部曲的第三作，Level-5总裁日野晃博表示这将是雷顿教授自己作为系列主角的最后一作。游戏预定于2013年2月28日发售。